# Revolución Verde
Revolución Verde är en ort i Mexiko.   Den ligger i kommunen Güémez och delstaten Tamaulipas, i den centrala delen av landet, 500 km norr om huvudstaden Mexico City. Revolución Verde ligger 179 meter över havet och antalet invånare är 188.
Terrängen runt Revolución Verde är huvudsakligen platt, men österut är den kuperad. Terrängen runt Revolución Verde sluttar norrut. Runt Revolución Verde är det glesbefolkat, med 11 invånare per kvadratkilometer. Närmaste större samhälle är El Olmo, 19,6 km sydväst om Revolución Verde. I omgivningarna runt Revolución Verde växer huvudsakligen savannskog.